# Марічка (ПБА)
ПБА «Марічка» — багатоцільовий ударний підводний безпілотний апарат українського виробництва, здатний вражати широкий спектр цілей, а також використовуватися для перевезення вантажу або для дорозвідки.

## Історія
24 серпня 2023 року було оголошено про успішне випробування нового ударного безпілотного апарату, вперше — підводного. 29 серпня було оприлюднено відозапис випробувань апарата. «Марічка» здатна вражати десантні кораблі, катери, субмарини та ракетоносії, а також берегові укріплення та опори мостів. За потреби безпілотник може перевозити вантажі військового чи цивільного призначення замість вибухівки та виконувати розвідувальну функцію.

## Тактико-технічні характеристики
Деякі характеристики ПБА було оприлюднено разом з відеозаписами його випробувань, проте виробник не розкриває інші характеристики дрона з міркувань безпеки. У власних відео розробник розповідає про застосування дрона та його переваги: підводний дрон непомітний для багатьох радарів, сканерів і ехолотів, має режим очікування, вмикання по таймеру або за сигналом і через свій розмір може нести потужний боєзаряд або інше корисне навантаження.
| Характеристика     | Значення       |
| ------------------ | -------------- |
| Довжина            | 6 м            |
| Ширина             | 1 м            |
| Дальність ходу     | до 1000 км     |
| Вартість комплексу | 16 млн гривень |